# 206
El año 206 (CCVI) fue un año común comenzado en miércoles del calendario juliano, en vigor en aquella fecha.
En el Imperio romano el año fue nombrado como el del consulado de Umbrio y Gavio o, menos comúnmente, como el 959 Ab urbe condita, siendo su denominación como 206 posterior, de la Edad Media, al establecerse el Anno Domini.

## Acontecimientos
- Lucio Alfeno Senecio, el último gobernador de toda la provincia de Britania, que se encuentra al sur del muro de Adriano, celebra un triunfo.

## Nacimientos
- Treboriano Gallo, futuro emperador de Roma

## Fallecimientos
- Taishi Ci